# Dalmaw
Dalmaw o Dalmaw és una ciutat històrica del districte de Rae Bareli, Uttar Pradesh, Índia. Situada a la vora del Ganges, entre Raebareli i Fatehpur, té una població (cens del 2011) de 9.983 habitants. Situació: 26° 04′ N, 81° 02′ E / 26.07°N,81.03°E

## Llocs i personatges
La ciutat té diverses atraccions com el fort del rei Dal, les Dargah de diversos sufies i màrtirs com Makhdoom Badruddin Badr-e Alam, Qubool Aalam, Sheranshah, Malik Mubarak Shaheed, Saat Sulema Saat Daud, Muhammad Shah Sharqi (Sultà del regne de Sharqi de Jaunpur), Chand Matmin Shaheed, la Mesquita històrica de Haji Zahid, el Pakka Ghat construït per Raja Tikait Rai, Rani ka Shivala, Zanana Ghat del període Mughal, Bara Math i Mahesh Giri Math. Dalmau també gaudeix d'un lloc destacat al món literari perquè va ser aquí on el famós poeta hindi Surya Kant Tripath Nirala va escriure els seus poemes assegut al fort i mirant l'escena de sota. Dalmau també va ser el centre del sufisme al segle xiv perquè Maulana Daud, una santa chishti que estava adscrita a la cort real de Dalmaw, vivia aquí i va escriure el primer llibre Chandayan de fama mundial l'awadhi masnawi. Dalmau també és la llar del palau d'Ibrahim Sharki pertanyent al Nawab Shuza-ud-daula. S'hi pot veure també el Baithak d'Alhaa Udal i es pot gaudir d'un passeig pel canal Dalmau Pump. Altres personalitats famoses són: Maulana Daud (Mulla Daud), Pandit Suryakant Tripathi Nirala, Baba Lalan Das, entre d'altres.

## Història
Segons la tradició, Dalmaw rep el nom del seu fundador, Dal Deo, el germà de Ram Deo, el Raja de Kannauj.
El 1032 Dalmaw va ser conquerida per Salar Sahu, el pare del guerrer islàmic semi-llegendari Ghazi Saiyyad Salar Masud. Va concedir la propietat de Dalmau a Malik Abdullah. Encara hi ha tombes de màrtirs de Dalmaw que serien de l'època d'aquesta conquesta, servint com a lloc de descans final dels màrtirs Ghalib, Malik Ali i Wali, entre altres màrtirs islàmics.
Aproximadament dos segles després, Dalmaw va florir sota el regnat d'Iltutmish, tercer governant del sultanat de Delhi. Makhdum Badr ud-Din, un company del soldà, residia a Dalmaw en aquell moment. Dalmaw va continuar prosperant sota la direcció de Firuz Xah Tughluq, que va fundar una madrasa a Dalmaw. També durant el seu regnat, un notable local anomenat Yusuf va construir un eidgah a Dalmau; més tard va ser substituïda per una estructura més nova, però la primera pedra encara és visible, inscrita amb un parell de versos que porten el nom de Yusuf, així com la data de construcció, 759 de l'hègira, o sigui el 1358.
El 1394, mentre la dinastia Tughluq del Sultanat de Delhi estava atrapada en una guerra civil, els membres de la tribu Bhar van pujar al poder a Dalmaw. Poc després, quan el subahdar de Jaunpur, Malik Sarwar Khwadja-i Djahan, va declarar la independència i es va fundar el sultanat de Jaunpur va reclamar el domini de la província de Dalmaw, al costat de les de Kanauj, Sandila, Bahraich i Bihar; tanmateix, la seva autoritat sobre Dalmaw només era nominal, ja que els Bhars en van mantenir la possessió. Això es va acabar amb el sultà de Jaunpur, Ibrahim Xah Xarki, que va enviar un exèrcit per conquerir Dalmaw, suposadament perquè el governant Bhar, Dal, va intentar casar-se amb la filla d'un sayyid local conegut com a Baba Haji. Després de derrotar i matar el germà de Dal, Kakori, al poble de Sudamanpur (proper a Dalmaw) el dia del festival del Holi (festival de primavera), Ibrahim Xah va capturar Dalmau i va matar els habitants bhars. En memòria d'aquesta massacre, les dones locals de la casta dels Bharonia no porten anells al nas ni braçalets de vidre. La tomba de Dal es troba a 3,2 km de Dalmaw, i els bhars locals hi ofereixen llet durant el mes de Sawan (juliol)
Després de la conquesta de Dalmaw per part d'Ibrahim Xah, molts colons musulmans van arribar a viure a Dalmaw i altres ciutats properes, incloent Raebareli, Bhawan¡, Jalalpur Dehi i Thulendi. Mentrestant, el 1417, Ibrahim Xah va iniciar un ambiciós projecte de construcció a la zona, construint nous forts a Bhawan, Raebareli i Thulendi, a més de reconstruir el fort Bhar de Dalmau, que havia estat danyat durant la conquesta anterior. El fort de Dalmaw esta actualment en gran part en ruïnes, tot i que el seu thana (punt de control d'accés) i la seva porta d'entrada encara es mantenen. Es creu que es va construir sobre una estupa budista encara anterior. Ibrahim també va construir un pou de maçoneria i un jardí a la vora del riu a Dalmaw. El seu net Muhàmmad Xah Bhikan Khan està enterrat en una tomba dins d'aquest jardí, en una estructura coneguda com el Maqbara-e-Shah-e-Sharqi.
Sembla que el fort de Dalmaw era un fort reial, a causa del nomenament de diversos oficials típics dels forts reials: un mutawalli o superintendent, un muhtasib o censor, un nasihi o assessor legal, un qasbati que proporcionava subministraments per a funcionaris civils i militars, un ghariali que tocava les hores a la porta, i un guldagha, que marcava els cavalls i els bous de la cavalleria. Alguns d'aquests funcionaris van rebre terres hereditàries a més de la seva posició: per exemple, els gharialis mantenien el poble de Nasirpur Kirtali en règim de lloguer sense pagament durant el temps del Raj britànic.
Dalmaw va continuar sent una ciutat important molt després del final del sultanat de Jaunpur. El sultà de Delhi, Sikandar Lodi, es va casar amb la vídua de Sheri, el governador de Dalmaw, aquí el 1491, i la ciutat apareix amb freqüència als anals de l'historiador Firishta. Durant el regnat de l'emperador mogol Akbar, Mirza Shukrullah va servir de faujdar de Dalmau. Va reparar la mesquita de Makhdum Badr ud-Din, i el seu propi mausoleu de pedra que encara es manté. Durant el regnat de Shah Jahan, Sherandaz Khan va ser el faujdar de Dalmaw. Va fundar un mahallah, anomenat Sherandazpur en honor seu, a Dalmaw. També va construir un imambara i una mesquita dins del recinte del fort.
Shuja al-Dawla, el nawab d'Oudh del 1754 al 1775, va construir una mansió de maó i un jardí a uns 3 km al nord de Dalmaw; tanmateix, la casa va ser destruïda durant el raj britànic per donar pas a la carretera de Dalmaw a Lalganj; només es manté la paret sud. Saadat Ali Khan II, el penúltim nawab d'Oudh, va néixer en aquesta mansió. El 1733 el comandant maratha Pandit Gopal Rao va creuar el Ganges des del sud i va saquejar Dalmaw, i la ciutat va entrar en decadència.
Dalmaw va ser originalment la seu del que es convertiria en el tehsil de Lalganj, perdent aquest estatus el 1864. Akbar la va convertir en pargana, al sarkar de Manikpur i a la subah d'Allahhabad. Va romandre com una pargana durant el temps del Raj. Abans de constituir-se en pargana, el territori de Dalmau s'havia dividit en sis districtes: Haweli (el propi Dalmau), Jalalpur, Birkha, Bhai, Satawan i Pandaria.